# Macrien le Jeune
Macrien le Jeune est l'un des trente usurpateurs qui auraient pris la pourpre impériale sous l'empereur romain Gallien. La Vie de Macrien son père et de son frère a été écrite dans l’Histoire Auguste par Trebellius Pollio, sans détail et sans grande fiabilité.
Il était le fils de Macrien, qui dirigeait l'Orient en 260 après le désastre de Valérien contre les Perses. Macrien s'entendit avec le préfet du prétoire Balliste pour proclamer empereur Macrien le Jeune, avec son frère Quiétus. Battus par Auréolus en 261, les deux Macrien furent tués par leurs officiers en Illyrie. Quiétus leur survécut peu de temps.
On connait des monnaies romaines à son nom et à son effigie, en or et en billon dévalué, ce qui confirme la réalité historique de son bref règne.